# De vlijtige vlinder
De vlijtige vlinder is het honderdste stripverhaal uit de reeks van Suske en Wiske. Het is geschreven door Paul Geerts en gepubliceerd in TV Ekspres van 17 mei 1975 tot en met 29 mei 1976. De eerste albumuitgave in de Vierkleurenreeks was in januari 1977, met albumnummer 163.

## Locaties
- België, China met de Pagode van angst en de doodsvallei

## Personages
- Suske, Wiske met Schanulleke, tante Sidonia, Lambik, Jerom, professor Barabas, Li-Chi[1] (Oosterling), agenten, dokter, prinses Akiko (fee), Liu (dikke) Kuan (boze mandarijn, tovenaar)

## Uitvindingen
- Straalmotor[2], de teletijdmachine

## Het verhaal
Lambik vindt dat de mensen tegenwoordig niet meer aardig voor elkaar zijn en ook zijn eigen humeur heeft hier erg onder te lijden. Een mysterieuze oosterling volgt Lambik als hij met de onbeleefdste taxichauffeur van de stad naar huis rijdt. Suske en Wiske bezoeken Jerom en Lambik, maar mogen het huis niet binnen. Ze zien de mysterieuze oosterling in de tuin van Lambik. Enkele dagen later horen ze berichten op de radio over een geheimzinnig duo. Wiske denkt terug aan de tijd dat Lambik en Jerom samen dieren gingen bevrijden. Ze zien Lambik en Jerom, vermomd als grote vlinders, in het park. De strijdkreet van de vlinders is “Fladder eens van mens tot mens” en ze willen de mensen weer in contact brengen met elkaar, als de politie arriveert weigert de motor van Lambik. De Chinees voorkomt dat Lambik wordt neergeschoten en Jerom vliegt met Lambik weg uit het park. De Oosterling vertelt dat hij Lambik wil helpen en vertelt de legende over de fee Akiko. De fee had een zilveren kistje waarin een middel zat wat mensen met elkaar in contact brengt en verzoent. Dikke Tuan, de boze mandarijn, heerste als tiran en zaaide strijd in het land, hij was bang voor het middel en sloot Akiko op in het Paviljoen van de angst. De prinses wordt bewaakt door draken en niemand weet wat er in het kistje zat. De vrienden vragen of professor Barabas hen naar het verleden wil flitsen, maar de professor vindt het te gevaarlijk en weigert. Lambik is boos en gooit Schanulleke in de cabine, waarna ze per ongeluk naar het verleden wordt geflitst. Wiske is ontroostbaar en de professor vertelt dat het terugflitsmechanisme niet in orde is, hij kan alleen dingen wegflitsen. De vrienden reizen toch naar het verleden en komen aan in China. Wiske ziet een meisje spelen met Schanulleke en pakt het popje af, maar dan komt er een draak en valt het meisje aan. Wiske waarschuwt haar vrienden en Lambik verslaat de draak De vader van het meisje is erg dankbaar en de draak gaat naar zijn meester, de boze tovenaar. Tante Sidonia heeft ’s nachts last van vliegen en ruilt haar slaapplaats met Lambik, ze drinkt uit een beker en ontdekt de volgende dag dat ze is veranderd in een zwaan. Tante Sidonia vertrekt en de vrienden vertellen dat professor Barabas hen nog niet naar hun eigen tijd terug moet flitsen, ze gaan op zoek naar tante Sidonia en zien haar de stervende zwaan dansen.
Tante Sidonia redt kleine zwaantjes van de draak en de vader is haar erg dankbaar, maar moederzwaan is niet gecharmeerd van zijn gedrag. Tante Sidonia vraagt of moederzwaan hen naar de Pagode van angst wil brengen en tante Sidonia gaat terug naar Suske en Wiske. Lambik is alleen op zoek gegaan naar de Pagode van angst en komt een schildpad tegen die hij helpt. In de dodenvallei pakken stenen wolken samen en Lambik komt in een stenenregen terecht, maar de schildpad helpt hem nu en samen gaan ze naar de rivier. Lambik vindt een boot en gaat via de rivier richting de Pagode van angst, de tovenaar veroorzaakt een storm en de boot wordt in de golven getrokken. De schildpad helpt Lambik opnieuw en Lambik komt bij de Pagode aan. 
Tante Sidonia, Suske en Wiske komen aan in de doodsvallei en merken ook dat het hier stenen regent, Suske redt de zwanen en zij zijn opnieuw erg dankbaar. Suske en Wiske laten zich door de zwanen meevoeren door de lucht en steken zo de vallei over, dikke Tuan ziet de kinderen aankomen en laat hen beschieten door zijn mannen. De tovenaar maakt tante Sidonia weer normaal en de groep stort nu neer, de zwanen vluchten en de vrienden worden de Pagode binnen gebracht. Lambik is in de gewelven van de Pagode aangekomen en heeft een visioen als hij dreigt te verdrinken, dan barst de vloer open en Lambik komt met het water in de zaal terecht. Iedereen wordt door het water verrast en naar buiten gezogen, maar de vrienden houden elkaar vast en blijven in de Pagode. Lambik vertelt over zijn visioen en de vrienden gaan naar de gewelven, maar dan zien ze de draak. De draak kan worden verjaagd en de vrienden vinden prinses Akiko, ze vertellen dat in hun land mensen niet meer met elkaar praten en de prinses geeft haar kistje mee. 
Als de mannen van dikke Tuan arriveren worden de vrienden net op tijd weggeflitst en de vrienden zien twee kleine vleugeltjes in het kistje zitten. Lambik heeft Schanulleke meegebracht en het popje krijgt de vleugeltjes om, Schanulleke vliegt door de stad en overal waar ze verschijnt doen mensen aardig tegen elkaar. Schanulleke vliegt tegen een hoogspanningsmast en de vleugeltjes worden vernietigd; tot opluchting van Wiske is de pop verder ongedeerd.